# Карл Восс
Карл Восс (англ. Carl Voss; 6 січня 1907, Челсі — 13 вересня 1993, Лейк-Парк) — американський хокеїст, що грав на позиції центрального нападника.
Член Зали слави хокею з 1974 року. Володар Кубка Стенлі.

## Ігрова кар'єра
Хокейну кар'єру розпочав 1924 року.
Протягом професійної клубної ігрової кар'єри, що тривала 13 років, захищав кольори команд «Торонто Мейпл-Ліфс», «Нью-Йорк Рейнджерс», «Детройт Ред-Вінгс», «Оттава Сенаторс», «Сент-Луїс Іглс», «Нью-Йорк Амеріканс», «Монреаль Марунс» та «Чикаго Блек Гокс».
Загалом провів 285 матчів у НХЛ, включаючи 24 гри плей-оф Кубка Стенлі.
Чотири сезони з 1924 по 1927 виступав за команду з американського футболу Університету Квінз.

## Нагороди та досягнення
- Пам'ятний трофей Колдера — 1933.
- Володар Кубка Стенлі в складі «Чикаго Блекгокс» — 1938.

## Статистика
| Сезон        | Клуб                  | Ліга         | Регулярний сезон | Регулярний сезон | Регулярний сезон | Регулярний сезон | Регулярний сезон | Плей-оф | Плей-оф | Плей-оф | Плей-оф | Плей-оф |
| Сезон        | Клуб                  | Ліга         | І                | Г                | П                | О                | ШХ               | І       | Г       | П       | О       | ШХ      |
| ------------ | --------------------- | ------------ | ---------------- | ---------------- | ---------------- | ---------------- | ---------------- | ------- | ------- | ------- | ------- | ------- |
| 1924–25      | Університет Квінз     | LOVHL        | —                | —                | —                | —                | —                | —       | —       | —       | —       | —       |
| 1925–26      | «Кінгстон Фронтенакс» | ОХА          | —                | —                | —                | —                | —                | —       | —       | —       | —       | —       |
| 1926–27      | «Торонто Мальборос»   | ОХА          | 6                | 0                | 0                | 0                | —                | 2       | 0       | 1       | 1       | —       |
| 1926–27      | «Торонто Мейпл-Ліфс»  | НХЛ          | 12               | 0                | 0                | 0                | 0                | —       | —       | —       | —       | —       |
| 1927–28      | «Торонто Фалконс»     | Can-Pro      | 23               | 3                | 4                | 7                | 15               | 2       | 0       | 0       | 0       | 2       |
| 1928–29      | «Торонто Мейпл-Ліфс»  | НХЛ          | 2                | 0                | 0                | 0                | 0                | —       | —       | —       | —       | —       |
| 1928–29      | «Лондон Пантерс»      | Can-Pro      | 42               | 11               | 9                | 20               | 44               | —       | —       | —       | —       | —       |
| 1929–30      | «Баффало Бізонс»      | ІХЛ          | 42               | 14               | 8                | 22               | 22               | 7       | 3       | 0       | 3       | 6       |
| 1930–31      | «Баффало Бізонс»      | ІХЛ          | 47               | 16               | 10               | 26               | 46               | 6       | 3       | 3       | 6       | 8       |
| 1931–32      | «Баффало Бізонс»      | ІХЛ          | 46               | 18               | 23               | 41               | 53               | 6       | 1       | 5       | 6       | 7       |
| 1932–33      | «Нью-Йорк Рейнджерс»  | НХЛ          | 10               | 2                | 1                | 3                | 4                | —       | —       | —       | —       | —       |
| 1932–33      | «Детройт Ред-Вінгс»   | НХЛ          | 38               | 6                | 14               | 20               | 6                | 4       | 1       | 1       | 2       | 0       |
| 1933–34      | «Детройт Ред-Вінгс»   | НХЛ          | 8                | 0                | 2                | 2                | 2                | —       | —       | —       | —       | —       |
| 1933–34      | «Оттава Сенаторс»     | НХЛ          | 40               | 7                | 16               | 23               | 10               | —       | —       | —       | —       | —       |
| 1934–35      | «Сент-Луїс Іглс»      | НХЛ          | 48               | 13               | 18               | 31               | 14               | —       | —       | —       | —       | —       |
| 1935–36      | «Нью-Йорк Амеріканс»  | НХЛ          | 46               | 3                | 9                | 12               | 10               | 5       | 0       | 0       | 0       | 0       |
| 1936–37      | «Монреаль Марунс»     | НХЛ          | 20               | 0                | 2                | 2                | 4                | 5       | 1       | 0       | 1       | 0       |
| 1937–38      | «Монреаль Марунс»     | НХЛ          | 3                | 0                | 0                | 0                | 0                | —       | —       | —       | —       | —       |
| 1937–38      | «Чикаго Блек Гокс»    | НХЛ          | 34               | 3                | 8                | 11               | 0                | 10      | 2       | 3       | 5       | 0       |
| Усього в ІХЛ | Усього в ІХЛ          | Усього в ІХЛ | 135              | 48               | 41               | 89               | 121              | 19      | 7       | 8       | 15      | 21      |
| Усього в НХЛ | Усього в НХЛ          | Усього в НХЛ | 261              | 34               | 70               | 104              | 50               | 24      | 5       | 3       | 8       | 0       |